# ادمندستن
ادمندستن (به انگلیسی: Edmundston) یک شهرک در کانادا است که در Madawaska County واقع شده‌است. ادمندستن ۱۷٫۸۸ کیلومتر مربع مساحت و ۱۶٬۵۸۰ نفر جمعیت دارد.

## خواهرخوانده
شهر پارتونی خواهرخواندهٔ ادمندستن هست.